# 塞姆蒂瑟湖
47°16′18″N 9°27′28″E / 47.27167°N 9.45778°E

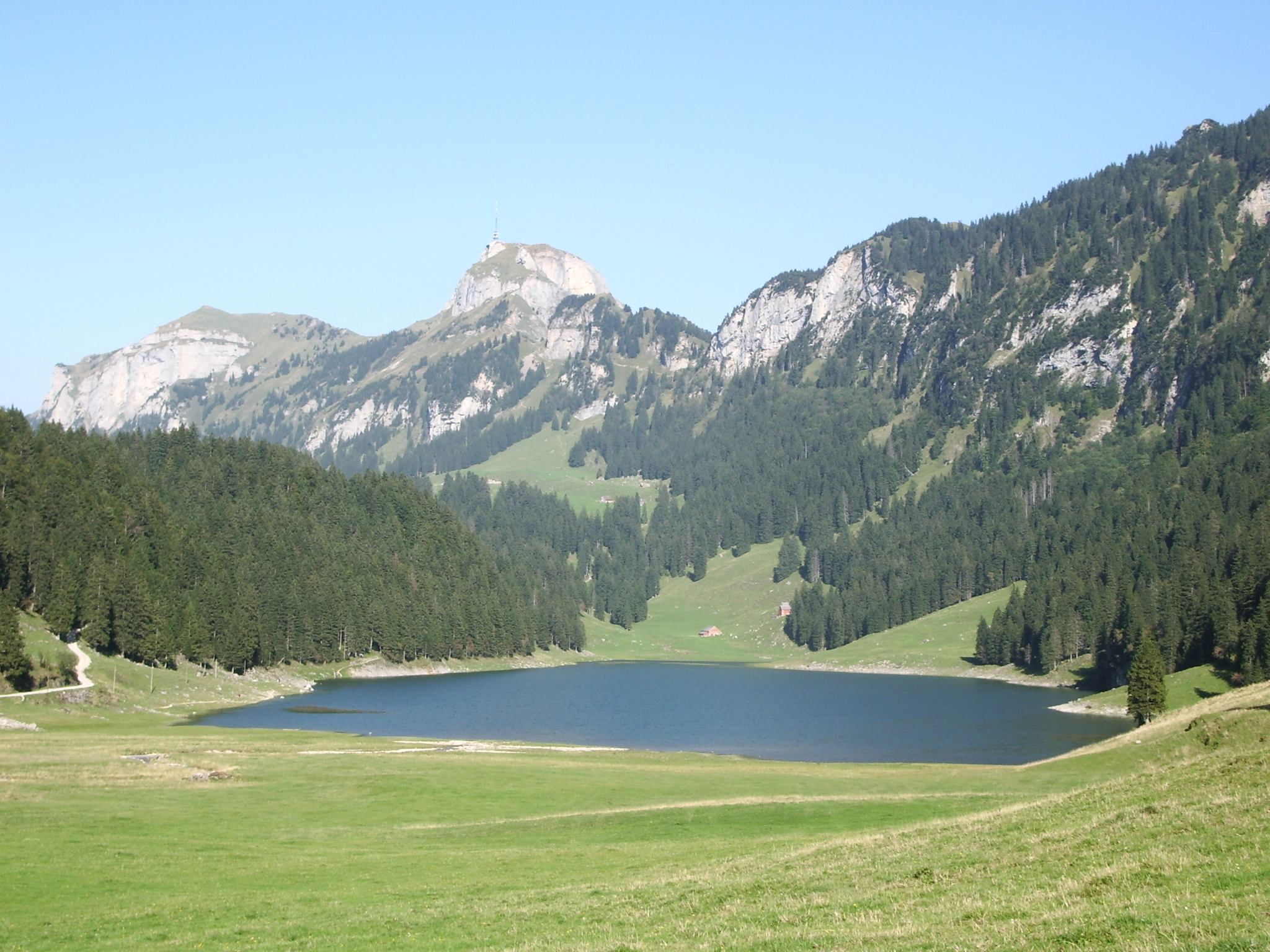

塞姆蒂瑟湖（Sämtisersee），是瑞士的湖泊，位於該國東北部，由內阿彭策爾州負責管轄，處於阿爾卑斯坦山脈，該湖泊面積0.01平方公里，海拔高度1,209米。